# نوردشن کارتانو
نورْدْشِن کارتانو (به فنلاندی: Nordsjön kartano) یک منطقهٔ مسکونی در فنلاند است که در واوساری واقع شده‌است. نوردشن کارتانو ۱٫۲۸ کیلومتر مربع مساحت و ۲۲ نفر جمعیت دارد.